# GOOD NATURE STATION
GOOD NATURE STATION（グッド ネイチャー ステーション）は京都府京都市下京区にある京阪グループの複合商業施設である。京都の中心市街地である四条河原町エリアに位置しており、髙島屋京都店と隣接している。阪急京都本線の京都河原町駅や京阪本線の祇園四条駅が最寄りである。

## 概要
2019年12月9日開業した。建物は9階建てで、低層階（1階～3階）は商業施設。高層階（4階～9階）はホテルとなっている。3階部分で北側にある髙島屋京都店と連絡している。
循環型社会・「BIOSTYLE」をコンセプトにしており、京阪にとってフラッグシップ（旗艦店）複合商業施設となる。

## 沿革
令和
- 2019年（令和元年）12月9日 - 開業[2]。

## フロア
- 1階 - 食品売り場、イートイン、レストラン
- 2階 - 高級レストラン
- 3階 - カフェ、ヘッドスパ
  - 北側に隣接する高島屋京都店と連絡している。
- 4階～9階 - ホテル「GOOD NATURE HOTEL KYOTO」
  - 4階 - ロビー、レストラン
  - 5階～9階 - 客室

## アクセス

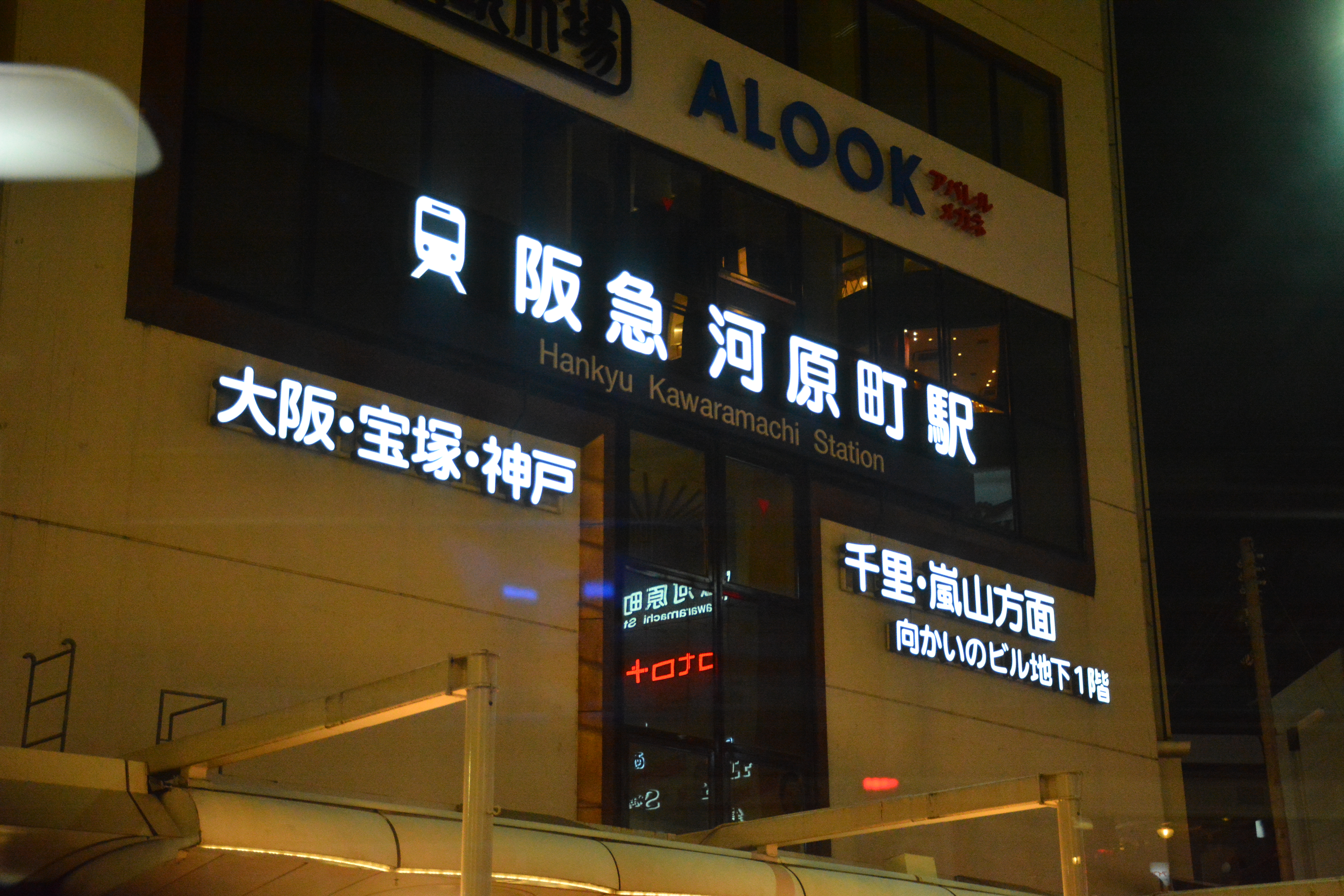
京都河原町駅

### 鉄道
- 阪急電鉄
  - 阪急京都本線：京都河原町駅4番出口南へ徒歩すぐ

### バス
- 京都市営バス
- 京都バス
- 京阪バス
- ケイルック